# Lago Lewis (Wyoming)
El lago Lewis (del inglés: Lewis Lake) es un lago ubicado en Wyoming, en el sector sur del parque nacional de Yellowstone, aproximadamente a 6,4 km al sudeste del lago Shoshone, y aproximadamente a 16 km al suroeste del lago Yellowstone. Los lagos Lewis y Shoshone están ubicados a pocos kilómetros al noreste de la meseta Pitchstone.
El río Lewis es el afluente principal del lago, llegando del sur desde el lago Shoshone. La salida principal del lago es también el río Lewis, que continúa al sur para unirse al río Snake cerca del límite sur del parque nacional. Algunos arroyos pequeños también alimentan el lago. Hay varias fuentes termales que desembocan en el lago en su costa noroccidental y dos manantiales más calientes en el extremo sur del lago, donde desemboca el río Lewis. Hay un camping en la costa sureste del lago. La entrada Sur del parque nacional (que también se numera como U.S. Route 287, U.S. Route 89 y U.S. Route 191), discurre a lo largo de la ribera este del lago.
Así como el río, el epónimo Lewis corresponde a Meriwether Lewis, comandante de la expedición de Lewis y Clark.